# Narngulu
Narngulu är en del av en befolkad plats i Australien. Den ligger i kommunen Geraldton-Greenough och delstaten Western Australia, omkring 370 kilometer norr om delstatshuvudstaden Perth. Antalet invånare är 103.
Närmaste större samhälle är Geraldton, nära Narngulu. 
Trakten runt Narngulu består till största delen av jordbruksmark. Runt Narngulu är det mycket glesbefolkat, med 6 invånare per kvadratkilometer. Stäppklimat råder i trakten. Genomsnittlig årsnederbörd är 360 millimeter. Den regnigaste månaden är juni, med i genomsnitt 65 mm nederbörd, och den torraste är februari, med 3 mm nederbörd.